# Ян Дісмас Зеленка
Ян Дісмас Зеленка, хрещений Ян Лукаш Зеленка, також відомий як Йоганн Дісмас Зеленка (чеськ. Jan Dismas Zelenka; *16 жовтня 1679, Лоуновіце под Бланікем — †23 грудня 1745, Дрезден) — видатний чеський композитор та музикант періоду Бароко.

## Біографія
Відомостей про життя Зеленки збереглося мало, невідома навіть точна дата його народження; Але в Церкві р Лоуновіце міститься запис про те, що 16 жовтня 1679 року в ній був хрещений первісток місцевого кантора і органіста Зеленки. Батька Зеленки звали Йірік (Jirik), він був учителем, а також органістом у місцевій церкві, а мати — Марія Магдалена (до шлюбу Гайок). Зеленка був найстаршою дитиною і мав п'ять сестер і двох братів. Дитину хрестили під ім'ям Ян Лукас, але пізніше він прийняв ім'я Дісмас (вже документально в 1704 році). Ця зміна імені була результатом сильної любові композитора до історії життя Христа: за Євангелієм від Никодима (IV століття), ім'я Дісмас належало так званому «шляхетному розбійнику», який був розп'ятий разом з Ісусом, але потім розкаявся (Лк. 23: 39-43).
Брат Зеленки, Ян Кіліан, як і батько став органістом в церкві в Лоуновіце. Невідомо чи став він також композитором, але ім'я Зеленки з'являється на ряді робіт, які не несуть ознак стилю Яна Дісмас. Ще менше відомо про мате, молодшого брата Зеленки.
Припускають, що Ян Дісмас навчався музиці, в тому числі — грі на скрипці, в єзуїтському навчальному центрі Клементінум в Празі. З 1710 грав на контрабасі в Дрезденської польської капелі короля Августа Сильного. Недовгий час працював також в Празі, в Відні, де в 1715 році вивчав контрапункт під керівництвом Йоганна Фукса), у Венеції (1716—1717), де навчався у Антоніо Лотті. Є припущення, що він займався у Алессандро Скарлатті в Неаполі.
Повернувся до Німеччини в 1719 і решту життя провів у Дрездені, де служив в придворній капелі спочатку віце-капельмейстером, потім диригентом. У 1735 році отримав там звання церковного композитора.

## Творчість
Основною сферою композиторської діяльності Зеленки була церковна музика; центральне місце в його спадщині займають 20 мес. Він є автором ораторій, реквіємів, кантат, мотетів, псалмів, а також мелодрами про святого Венцеславу (1723). Будучи католиком, Зеленка проте в своїх мотетах вперше звертається до чеських, а не до традиційних латинським текстів.
Його духовні твори цінували Г. Ф. Телеман і Й. С. Бах (на прохання останнього його син Вільгельм Фрідеман зробив копію ре-мажорного магніфіката Зеленки), світських концертів і сонат. Твори пізніх років не виконувалися за життя композитора. Після смерті його архів виявився власністю королівського двору, копіювати і видавати його твори не дозволялося, і музику Зеленки стали забувати; деякі його рукописи загинули в роки Другої світової війни.
Відродження інтересу виконавців і публіки до творчості композитора почалося на рубежі 50-60-х років XX століття, коли в Чехословаччині були опубліковані всі збережені інструментальні і деякі духовні твори Зеленки. Але справжнє визнання прийшло в 70-80-х роках: переломним тут став запис шести тріо-сонат для двох гобоя і бассо контінуо (фагот і чембало), зроблений в 1972 Хайнцем Голігер і його колегами. Для російських слухачів першовідкривачем великих творів Зеленки став засновник і художній керівник Камерної капели «Російська консерваторія» Микола Хондзінський. Серед світових і російських прем'єр опусів Зеленки, проведених капелою під керівництвом Хондзінського: — перше виконання «Gloria», для солістів хору і оркестру (Театральний зал ММДМ, 2010 рік); перше виконання в Росії «Miserere» ZWV 57 для солістів хору і оркестру (Євангелічно-Лютеранської собор Петра і Павла, 2009 рік); перше виконання в Росії «Miserere» ZWV 56 для солістів хору і оркестру (Кафедральний собор Непорочного зачаття Пресвятої Діви, 2011 рік); перше виконання «Kyrie», «Sanctus», «Agnus Dei» для хору і оркестру (Кафедральний собор Непорочного зачаття Пресвятої Діви, 2012 рік); перше виконання в Росії практично всіх оркестрових творів композитора.

## Твори

### Духовні твори
меси
Всього 23. Серед них:
- Missa Sanctae Caeciliae (1711)
- Missa Judica me (1714)
- Missa sanctissimae trinitatis (+1736).
- Missa votiva (1 739)
- Missa circucisionis Domini nostri Jesu Christi
- Requiem до мінор, ZWV 45
- Requiem ре мажор, ZWV 46
- Requiem ре мінор, ZWV 48
- Requiem фа мажор, ZWV 49

ораторії
- Sub olea pacis et palma virtutis conspicua orbi regia Bohemiae Corona — Melodrama de St. Wenceslao (ZWV 175) (мелодрама в честь Святого Вацлава, в 1723 була поставлена в Клементинумі)
- I penitenti al sepolcro del Redentore (одна тисяча сімсот тридцять шість)
- Il serpente di bronzo (1730)
- Giesu al Calvario (1735)

кантати
- Immisit Dominus (1709),
- Deus Dux (1716)
- Attendite at videte (1712),
- Miserere (1722—1738)
- Magnificat C-dur
- Žalmy (53)

інші твори
- Lamentationes Jeremiae prophetae pro hebdomara sancta (1 722)
- Te Deum (2)
- De profundis (1724)

### Світські твори
- Серенада «Il Diamante» — ZWV 177
- 6 triových sonát pro dva hoboje, fagot a basso continuo (1721—1722),
- Hypochondrie á 7 (1723)
- Concerto á 8 concertanti (1723)
- Ouverture á 7 concertanti in F 2 violini, 2 oboe, Viola, Fagotto, Basso Continuo

## Визнання
Сьогодні Зеленка — один з найбільших композиторів центральноєвропейського бароко, його духовні та світські твори широко виконуються і записуються. У Росії твори Зеленки вперше прозвучали у виконанні Камерної капели «Російська консерваторія» під керівництвом Миколи Хондзінського (російські прем'єри: Miserere in C minor, ZWV 57 Євангелічно-Лютеранської собор Петра і Павла, Москва 2009р .; Miserere in D minor, ZWV 56 Кафедральний собор Непорочного Зачаття Пресвятої Діви, Москва 2011р .; Simphonie à 8 concertanti, ZWV 189, Палац на Яузі, Москва 2010р .; Concerto à 8 concertanti in G major, ZWV 186 Кафедральний собор Непорочного Зачаття Пресвятої Діви, Москва 2010р .; Ouverture-Suite in F major, ZWV 188 Кафедральний собор Непорочного Зачаття Пресвятої Діви, Москва 2010 р. Світові прем'єри: Kyrie, Sanctus and Agnus Dei, ZWV 26 Кафедральний собор Непорочного Зачаття Пресвятої Діви, Москва 2011р .; Gloria ZWV 30 Московський Міжнародний Дім Музики, Москва 2010 р.)